# Daisuke Nitta
Daisuke Nitta (新田 大介 Nitta Daisuke?, nacido el 11 de mayo de 1980 en Miyazaki) es un exfutbolista japonés. Jugaba de defensa y su último club fue el SC Tottori de Japón.

## Trayectoria

### Clubes
| Club                 | País  | Año         |
| -------------------- | ----- | ----------- |
| Avispa Fukuoka       | Japón | 1999 - 2002 |
| Shizuoka FC          | Japón | 2003        |
| Okinawa Kariyushi FC | Japón | 2004        |
| SC Tottori           | Japón | 2005        |